# Rogelio González Navarro
Rogelio González Navarro ist ein ehemaliger mexikanischer Fußballspieler auf der Position eines Verteidigers.

## Laufbahn
Navarro spielte zunächst auf Amateurbasis für seinen Heimatverein Industrial de Tepatitlán und begann seine Profikarriere bei Atlas Guadalajara.
Später wechselte er zum Stadtrivalen Club Deportivo Oro, mit dem er in der Saison 1962/63 die mexikanische Fußballmeisterschaft und anschließend auch den Supercup gewann. Beide Erfolge wurden gegen den Stadtrivalen Club Deportivo Guadalajara errungen. Insbesondere am Gewinn des einzigen Meistertitels in der Vereinsgeschichte des CD Oro hatte er einen nicht unerheblichen Anteil. Als die Mannschaft zum letzten Spiel der Saison den Tabellenführer und Stadtrivalen Chivas empfing, brauchte sie einen Sieg, um den Meistertitel zu gewinnen. Dem entscheidenden Treffer zum 1:0 für Oro durch den Brasilianer Neco ging ein hoch in den Strafraum geschlagener Eckball voraus, den der Chivas-Torhüter Tubo Gómez abfangen wollte. Nach seiner Aussage wurde er bei dieser Aktion durch einen kräftigen Schubs von Rogelio González aus dem Gleichgewicht gebracht, so dass er den Ball nicht in Sicherheit bringen konnte. In der anschließenden Szene fiel das Gegentor, durch das Chivas den angestrebten fünften Meistertitel in Serie noch verlor.
1964 wechselte González zum Aufsteiger Cruz Azul, bei dem er in dessen erster Erstliga-Saison 1964/65 unter Vertrag stand.

## Erfolge
- Mexikanischer Meister: 1963
- Mexikanischer Supercup: 1963